# Rafael Araújo
Pour les articles homonymes, voir Araújo (homonymie).
Rafael Paulo de Lara Araújo, dit Rafael Araújo, surnommé « Baby » au Brésil, né le 12 août 1980 à Curitiba dans l'État du Paraná, est un joueur brésilien de basket-ball jouant au poste de pivot.

## Biographie

### Carrière universitaire
Rafael Araújo arrive aux États-Unis pour jouer en NCAA, à Arizona Western College. Lors de sa saison freshman (2000-2001), il inscrit 12,1 points et 8,4 rebonds par match. La saison suivante, ses moyennes montent à 17,9 points et 10,7 rebonds par match, menant les Matadors à un bilan de 28 victoires - 3 défaites. Il est nommé meilleur joueur de la conférence et dans la 2d Team NJCAA All-American.
Araújo rejoint ensuite Brigham Young University pour sa saison junior (2002–03), réalisant des moyennes de 12,0 points et 8,9 rebonds par match. Pour sa saison senior, Araújo est le meilleur marqueur (18,4 points), meilleur rebondeur (10,1 rebonds), meilleure intercepteur et meilleur contreur de BYU. Il est nommé meilleur joueur de l'année de la Mountain West Conference, conjointement avec Nick Welch,.

### Controverse
Lors du championnat du monde 2002 à Indianapolis, Araújo est contrôlé positif à la nandrolone. Il est suspendu 24 mois de toute compétition internationale.
Araújo est impliqué dans un incident durant sa saison senior à BYU. Le 6 mars 2004, Araújo est sanctionné par la Mountain West Conference (MWC) pour avoir frappé le meneur des Rebels de l'UNLV de l'université du Nevada à Las Vegas Jerel Blassingame lors d'un match (Araújo niera avoir donné un coup),. Quelques jours plus tard, lors d'un match face à l'université de l'Utah, Araujo est sanctionné d'une faute technique pour avoir asséné un coup de coude à la tête à Andrew Bogut.

### Carrière professionnelle
Les Raptors de Toronto sélectionnent Araújo au 8e rang de la draft 2004. Lors de son année rookie, Araújo réalise des moyennes de 3,3 points et 3,1 rebonds en 12,5 minutes par match. Lors de la saison suivante, ses statistiques diminuent légèrement, passant à 11,6 minutes, 2,3 points et 2.8 rebonds par match.
Le 8 juin 2006, Araújo est transféré au Jazz de l'Utah contre Kris Humphries et Robert Whaley. Avec le Jazz, il dispute 28 rencontres, pour des moyennes de 2,6 points et 2,4 rebonds en 8,9 minutes par match.
Son contrat de rookie expire à l'issue de la saison 2006-07. Après avoir disputé une ligue d'été avec l'équipe du Jazz de l'Utah, Araújo quitte la NBA et rejoint le championnat russe et l'équipe du Spartak Saint-Pétersbourg.
Araújo participe au camp d'entraînement de l'équipe NBA des Timberwolves du Minnesota à l'été 2008, mais est écarté de l'équipe avant le début de la saison 2008-2009.
En janvier 2009, Araújo signe un contrat avec le club brésilien de Flamengo. Il devient l'une des vedettes du club avec Marcelinho Machado.
Six mois plus tard, à la fin de la saison 2009, il rejoint le club de Paulistano pour la saison 2009-2010. Il y demeure une saison, puis retourne à Flamengo, signant un contrat de deux années en juin 2010.